# Rafael Gadea Martí
Rafael Luis Gadea Martí (Cocentaina, 19 de gener de 1950) és un polític socialista valencià, alcalde de Cocentaina i diputat a les Corts Valencianes.
Ha treballat com a funcionari. Militant del PSPV-PSOE, el 1982 en fou nomenat secretari comarcal al Comtat. A les eleccions a les Corts Valencianes de 1983 fou elegit diputat a Corts per la circumscripció d'Alacant. A les eleccions municipals espanyoles de 1987 fou escollit alcalde de Cocentaina, càrrec que va ocupar fins a 1991. També fou diputat de la Diputació d'Alacant.